# Liste der Naturschutzgebiete im Landkreis Rotenburg (Wümme)
Im Landkreis Rotenburg (Wümme) gibt es 45 Naturschutzgebiete (Stand April 2025).
| Name des Gebietes                                | Bild           | Kennung | WDPA      | Landkreis / Stadt                                                   | Beschreibung / Bemerkungen | Standort | Fläche in Hektar | Jahr der Verordnung |
| ------------------------------------------------ | -------------- | ------- | --------- | ------------------------------------------------------------------- | -------------------------- | -------- | ---------------- | ------------------- |
| Auequelle                                        | weitere Bilder | LÜ 058  | 81324     | Landkreis Rotenburg, Landkreis Verden                               |                            | Position | 5,32             | 1974                |
| Beverner Wald                                    | weitere Bilder | LÜ 273  | 378059    | Landkreis Rotenburg                                                 |                            | Position | 121,57           | 2007                |
| Beverniederung                                   | weitere Bilder | LÜ 307  | 555632777 | Landkreis Rotenburg                                                 |                            | Position | 651,00           | 2016                |
| Borstgrasrasen bei Badenstedt                    | weitere Bilder | LÜ 304  | 555595795 | Landkreis Rotenburg                                                 |                            | Position | 7,00             | 2015                |
| Bullensee und Hemelsmoor                         | weitere Bilder | LÜ 330  | 555690886 | Landkreis Rotenburg                                                 |                            | Position | 294              | 2018                |
| Eich                                             | weitere Bilder | LÜ 316  | 555638580 | Landkreis Rotenburg                                                 |                            | Position | 85               | 2017                |
| Ekelmoor                                         | weitere Bilder | LÜ 047  | 162906    | Landkreis Rotenburg                                                 |                            | Position | 607              | 1985                |
| Elmer Berg und Ostewiesen                        | weitere Bilder | LÜ 377  |           | Landkreis Rotenburg                                                 |                            | Position | 157              | 2024                |
| Finteler Wacholderlandschaft                     | weitere Bilder | LÜ 041  | 81670     | Landkreis Rotenburg                                                 |                            | Position | 3,59             | 1953                |
| Franzhorn                                        | weitere Bilder | LÜ 331  | 555690885 | Landkreis Rotenburg                                                 |                            | Position | 183              | 2018                |
| Glindbusch                                       | weitere Bilder | LÜ 084  | 81738     | Landkreis Rotenburg                                                 |                            | Position | 235,34           | 2012                |
| Großes Everstorfer Moor                          | weitere Bilder | LÜ 163  | 163369    | Landkreis Harburg, Landkreis Rotenburg                              |                            | Position | 461,54           | 1988                |
| Großes und Weißes Moor                           | weitere Bilder | LÜ 061  | 163380    | Landkreis Rotenburg                                                 |                            | Position | 652,30           | 2009                |
| Haaßeler Bruch                                   | weitere Bilder | LÜ 301  | 555595792 | Landkreis Rotenburg                                                 |                            | Position | 128,00           | 2015                |
| Hahnenhorst                                      | weitere Bilder | LÜ 339  | 555518246 | Landkreis Rotenburg                                                 |                            | Position | 16               | 2019                |
| Hemslinger Moor                                  | weitere Bilder | LÜ 184  | 163634    | Landkreis Rotenburg                                                 |                            | Position | 313,40           | 2014                |
| Hepstedter Büsche                                | weitere Bilder | LÜ 320  | 555638593 | Landkreis Rotenburg                                                 |                            | Position | 108              | 2017                |
| Hinter dem Wieh Brock                            | weitere Bilder | LÜ 193  | 163686    | Landkreis Rotenburg                                                 |                            | Position | 20,68            | 1993                |
| Hohes Moor                                       | weitere Bilder | LÜ 013  | 163752    | Landkreis Rotenburg, Landkreis Stade                                |                            | Position | 639,92           | 1985                |
| Huvenhoopsmoor                                   | weitere Bilder | LÜ 247  | 81972     | Landkreis Rotenburg                                                 |                            | Position | 1369,55          | 1999                |
| Kinderberg und Stellbachniederung                | weitere Bilder | LÜ 302  | 555595793 | Landkreis Rotenburg                                                 |                            | Position | 261,00           | 2015                |
| Kleines Moor bei Sothel                          | weitere Bilder | LÜ 322  | 555690880 | Landkreis Rotenburg                                                 |                            | Position | 68               | 2018                |
| Lehrdetal                                        | weitere Bilder | LÜ 347  | 322555    | Landkreis Rotenburg (Wümme), Landkreis Heidekreis, Landkreis Verden |                            | Position | 441              | 2019                |
| Magerweide südöstlich Volkensen                  | weitere Bilder | LÜ 062  | 82132     | Landkreis Rotenburg                                                 |                            | Position | 12,98            | 1976                |
| Mühlenbachsee                                    | weitere Bilder | LÜ 167  | 164721    | Landkreis Rotenburg                                                 |                            | Position | 12,82            | 1988                |
| Obere Geesteniederung                            | weitere Bilder | LÜ 329  | 555690891 | Landkreis Rotenburg                                                 |                            | Position | 178              | 2018                |
| Oberes Fintautal                                 | weitere Bilder | LÜ 018  | 318882    | Landkreis Heidekreis, Landkreis Rotenburg                           |                            | Position | 419,56           | 1996                |
| Osteschleifen                                    | weitere Bilder | LÜ 346  | 555700705 | Landkreis Cuxhaven, Landkreis Stade, Landkreis Rotenburg (Wümme)    |                            | Position | 250              | 2019                |
| Osteschleife Hundswiesen                         | weitere Bilder | LÜ 351  | 555700684 | Landkreis Rotenburg (Wümme), Landkreis Stade                        |                            | Position | 20               | 2019                |
| Ostetal mit Nebenbächen                          | weitere Bilder | LÜ 359  | 555734379 | Landkreis Rotenburg                                                 |                            | Position | 2667             | 2020                |
| Ottinger Ochsenmoor                              | weitere Bilder | LÜ 253  | 318929    | Landkreis Heidekreis, Landkreis Rotenburg                           |                            | Position | 275,21           | 2003                |
| Rotes Moor                                       | weitere Bilder | LÜ 319  | 555638592 | Landkreis Rotenburg                                                 |                            | Position | 71               | 2017                |
| Schneckenstiege                                  | weitere Bilder | LÜ 105  | 165444    | Landkreis Rotenburg                                                 |                            | Position | 139,58           | 1984                |
| Schwarzes Moor bei Bülstedt                      | weitere Bilder | LÜ 147  | 165512    | Landkreis Rotenburg                                                 |                            | Position | 24,31            | 1987                |
| Schwingetal                                      | weitere Bilder | LÜ 308  | 555638577 | Landkreis Rotenburg                                                 |                            | Position | 40,00            | 2017                |
| Spreckenser Moor                                 | weitere Bilder | LÜ 340  | 555632789 | Landkreis Rotenburg (Wümme)                                         |                            | Position | 64               | 2019                |
| Stellmoor und Weichel                            | weitere Bilder | LÜ 321  | 555690879 | Landkreis Rotenburg                                                 |                            | Position | 218              | 2018                |
| Swatte Flag                                      | weitere Bilder | LÜ 054  | 82679     | Landkreis Rotenburg                                                 |                            | Position | 17,43            | 1965                |
| Tister Bauernmoor                                | weitere Bilder | LÜ 252  | 319213    | Landkreis Rotenburg                                                 |                            | Position | 569,19           | 2002                |
| Veerseniederung                                  | weitere Bilder | LÜ 299  | 555588652 | Landkreis Rotenburg                                                 |                            | Position | 441,78           | 2014                |
| Wedeholz                                         | weitere Bilder | LÜ 348  | 555700677 | Landkreis Rotenburg (Wümme), Landkreis Verden                       |                            | Position | 183              | 2013                |
| Westliches Borchelsmoor                          | weitere Bilder | LÜ 289  | 555514024 | Landkreis Rotenburg                                                 |                            | Position | 125,28           | 2010                |
| Wiestetal                                        | weitere Bilder | LÜ 295  | 555560679 | Landkreis Rotenburg, Landkreis Verden                               |                            | Position | 380,06           | 2013                |
| Wolfsgrund                                       | weitere Bilder | LÜ 066  | 82940     | Landkreis Rotenburg                                                 |                            | Position | 45,72            | 1977                |
| Wümmeniederung mit Rodau, Wiedau und Trochelbach | weitere Bilder | LÜ 355  | 555632794 | Landkreis Rotenburg                                                 |                            | Position | 2896             | 2020                |